# Serafim Urechean
Serafim Urechean (ur. 2 lutego 1950 w Lardze w rejonie Bryczany) – mołdawski polityk, lider Sojuszu Nasza Mołdawia (2003–2011), pełniący obowiązki premiera Mołdawii od 5 do 17 lutego 1999, burmistrz Kiszyniowa (1994–2005).

## Życiorys
Serafim Urechean urodził się w 1950. W 1974 ukończył studia na Uniwersytecie Technicznym Mołdawii w Kiszyniowie ze specjalizacją inżynier-konstruktor. W latach 1974–1976 odbywał obowiązkową służbę wojskową w Armii Radzieckiej w miejscowości Togliatti w ZSRR. W latach 1976–1978 pracował jako inżynier w przedsiębiorstwie konstrukcyjnym w Bryczanach.
Był członkiem Komunistycznej Partii Mołdawii, zasiadał w partyjnych komitetach w Bryczanach i Anenii Noi. W 1985 ukończył Wyższą Szkołę Partii w Leningradzie.
W latach 1987–1994 pełnił funkcję przewodniczącego Federacji Niezależnych Związków Zawodowych Republiki Mołdawii. W latach 1990–1994 wchodził po raz pierwszy w skład Parlamentu Republiki Mołdawii. 9 sierpnia 1994 został burmistrzem Kiszyniowa i urząd ten zajmował do 18 kwietnia 2005. Od 5 do 17 lutego 1999 pełnił funkcję tymczasowego premiera.
W 2001 założył partię Sojusz Niezależnych Mołdawii. W lipcu 2003 jego partia weszła w skład powstałego Sojuszu Nasza Mołdawia, a Serafim Urechean został jego liderem. W wyborach z 6 marca 2005 oparta na sojuszu koalicja Demokratyczna Mołdawia zdobyła 34 mandaty, stając się drugą siłą w parlamencie, a jej przywódca został liderem opozycji.
W wyniku wyborów z 5 kwietnia 2009 dostał się ponownie do parlamentu, a jego partia zdobyła 11 mandatów. W wyniku powtórnych wyborów parlamentarnych z 29 lipca 2009 Sojusz Nasza Mołdawia zdobył 7 miejsc w parlamencie, a jego lider po raz kolejny objął mandat deputowanego.
8 sierpnia 2009 wraz liderami trzech pozostałych opozycyjnych partii politycznych, Marianem Lupu, Mihaiem Ghimpu oraz Vladem Filatem, powołał Sojusz na rzecz Integracji Europejskiej – koalicję, której celem było przejęcie władzy od Partii Komunistów Republiki Mołdawii.
Kryzys polityczny doprowadził do kolejnych wyborów w listopadzie 2010, Sojusz Nasza Mołdawia nie przekroczył wówczas wyborczego progu. W kwietniu 2011 Serafim Urechean wraz ze swoim ugrupowaniem przyłączył się do Partii Liberalno-Demokratycznej Vlada Filata. W tym samym miesiącu został powołany na stanowisko prezesa sądu obrachunkowego, którym kierował do 2016.